# Vikas Bhalla
Vikas Bhalla (24 de octubre de 1972) es un actor y cantante indio, conocido por su participación de la serie de televisión Shanno Ki Shaadi, que se emitió en STAR Plus and Tum Bin Jaaon Kahan.

## Biografía
Estudió en la Escuela Escocesa en Bombay y después continuó sus estudios en el Com B.. en Narsee Monjee College, Mumbai. Se formó en música clásica indostánica en Vasant Pandit Jialal a la edad entre 11 a 12 años y más adelante en el Gurú Iqbal Gill.

## Filmografía
- Sauda (1995)
- Taaqat (1995) - Ak'Lakh
- Jeeo Shaan Se (1997)
- Dil Ke Jharoke Main (1997) - Vijay Rai
- Ek Phool Teen Kante (1997)
- Saazish (1998)
- Deewana Hoon Pagal Nahi (1998)
- Shikaar (2000) - Karan Nath
- Karishma: A Miracle of Destiny (2003) TV miniseries
- Tum Bin Jaaoon Kahaan (2003) TV series
- Jassi Jaissi Koi Nahin (2003) TV series - CJ Oberoi
- Miit (2003) TV series
- Pyaar Mein Twist (2005) - Rajiv Khurrana
- Ankahee (2006) - Rohit Verma
- Marigold (2007) - Raj Sondi
- Chooriyan (2007)
- Chance Pe Dance (2010) - Gaurav